# درازگودال کوریل–کامچاتکا
درازگودال کوریل–کامچاتکا نام درازگودالی است در اقیانوس آرام و در راستای جزایر کوریل و شبه‌جزیره کامچاتکا که عمیق‌ترین نقطه آن ۱۰٬۵۴۲ متر ژرفا دارد.
پدید آمدن این درازگودال نتیجه فرورانش صفحه اقیانوس آرام به زیر صفحه اختسک است که فعالیت‌های آتشفشانی زیادی را هم در بر داشته‌است.